# Classe Ko-hyoteki
La classe Ko-hyoteki (甲標的, "Tipo 'A' Bersaglio") era costituita da sommergibili tascabili giapponesi, non certo gli unici di tale modello costruiti dai giapponesi, ma furono gli unici utilizzati in un'azione di guerra famosa, a Pearl Harbor, con 5 unità utilizzate (due affondarono fuori dal porto, l'equipaggio del N 19 si consegnò agli americani, mentre quello del N18 perì nell'affondamento a causa di un cacciatorpediniere americano, due riuscirono a superare gli sbarramenti di reti ma i loro siluri mancarono i bersagli, il N16 invece potrebbe essere riuscito a colpire la USS Oklahoma, tutti gli equipaggi dei tre battelli entrati nel porto affondarono assieme ai loro mezzi volontariamente). Il 29 maggio 1942 furono usati anche contro il porto di Sydney riuscendo a danneggiare un mercantile da 990 tonnellate al costo di tre battelli distrutti dalla reazione avversaria (con il suicidio di tutti gli equipaggi). Lo stesso giorno altri due sottomarini attaccavano obbiettivi britannici a Diego Suarez, colpendo la corazzata HMS Ramilles in modo relativamente grave (rientrò in servizio nel giugno del 1943), e affondando un mercantile da 6.990 tonnellate (al costo di due unità, anche in questo caso con la perdita di tutti gli equipaggi). Malgrado gli ultimi fossero prodotti ancora nel 1944 non ottennero più successi, forzare porti militari nemici era diventato ancora più difficile che all'inizio della guerra, e non furono mai usati contro bersagli "civili" meno protetti, mentre si dimostrarono poco pratici per difendere le basi giapponesi sotto attacco. Essi erano molto veloci e assai piccoli, molto più rapidi e veloci di altre unità come i CB italiani, ma non particolarmente affidabili, specie nelle navigazioni più lunghe.
Esistevano tre modelli principali (Type A riprodotto dal '40 al '43 in 50 esemplari, Type B in 5 esemplari all'inizio del 1943, e Type C in 47 esemplari fino al 1944), e due prototipali (costruiti addirittura nel 1932 e nel 1938).